# Kristallticka
Kristallticka (Skeletocutis stellae) är en svampart som först beskrevs av Albert Pilát, och fick sitt nu gällande namn av Jean Keller 1979. Kristallticka ingår i släktet Skeletocutis och familjen Polyporaceae.  Arten är reproducerande i Sverige. Inga underarter finns listade i Catalogue of Life.